# ありがとう (SunSet Swishの曲)
「ありがとう」は、2007年8月22日に発売されたSunSet Swishの7作目のシングル。

## 概要
- 前作「モザイクカケラ」以来約6か月ぶりとなるシングル。また、2作連続となるアニメ主題歌のタイアップとなった。
- 「ありがとう」のPVには野球解説者の有藤通世と村田兆治、そしてトランペット奏者の桑野信義の3人が出演している。
- また、「ありがとう」は古田敦也の引退試合後のセレモニーのBGMとして使用されたこともある。

## 収録曲
1. ありがとう [4:54]
（作詞・作曲：石田順三 編曲：鈴木Daichi秀行・SunSet Swish）
MBS・TBS系テレビアニメ『おおきく振りかぶって』エンディングテーマ
プロ野球、オリックス・バファローズの山﨑浩司選手の打席入場時のテーマ曲
2. 笑顔が素敵さ [4:57]
（作詞：佐伯大介／作曲：石田順三 編曲：鈴木Daichi秀行・SunSet Swish）
3. Top Of The Morning [3:56]
（作詞：冨田勇樹／作曲：石田順三 編曲：鈴木Daichi秀行・SunSet Swish）
ABCテレビ『おはよう朝日です』テーマソング
4. ありがとう（おお振りVer.） [1:34]
5. ありがとう（オリジナル・カラオケ）

## 収録アルバム
- PASSION（#1） - アルバム・バージョンでの収録となる。